# Mikkel Jensen
Mikkel Jensen (Aarhus, 31 de diciembre de 1994) es un piloto de automovilismo danés.

## Carrera
Jensen comenzó su carrera en carreras de karting en 2007. Ese año terminó 30.º en el Rotax Max Euro Challenge. Al año siguiente terminó tercero en la DASU Cup Danish Super Kart KF2. En 2010 ascendió a la clase Swiss Hutless. En 2011 ingresó a la clase Kosmic-Star Karting del Rotax Max Junior, finalizando noveno. En 2012 cambió a Rotax Max Senior, donde nuevamente compitió en la clase Kosmic-Star Karting.
En 2013, Jensen cambió a las carreras de fórmula y debutó en el ADAC Fórmula Masters para el equipo Lotus. Consiguió dos podios en Spa-Francorchamps y Sachsenring, terminando décimo en el campeonato con 94 puntos.
En 2014, Jensen continuó conduciendo en ADAC Fórmula Masters, pero se cambió al equipo Neuhauser Racing Team. Obtuvo diez victorias y otros siete podios ese año para hacerse con el campeonato con 377 puntos.
Jensen hizo su debut en la Fórmula 3 en 2015, conduciendo para Mücke Motorsport en el Campeonato Europeo de Fórmula 3 de la FIA. En el Autodromo Nazionale Monza estuvo dos veces en el podio y durante el siguiente fin de semana de carrera en Spa-Francorchamps logró la pole position en la segunda carrera. Al final terminó noveno en el campeonato con 117,5 puntos. A finales de año también participó en el Gran Premio de Macao donde, tras problemas en la carrera clasificatoria, sólo acabó decimonoveno en la carrera principal.
En 2016, Jensen seguirá conduciendo para Mücke Motorsport en el Campeonato Europeo de Fórmula 3 de la FIA.

## Resultados

### 24 Horas de Le Mans
| Año     | Equipo                | Copilotos                          | Automóvil           | Clase    | Vueltas | Pos. | Pos. Clase |
| ------- | --------------------- | ---------------------------------- | ------------------- | -------- | ------- | ---- | ---------- |
| 2020    | G-Drive Racing        | Roman Rusinov Jean-Éric Vergne     | Aurus 01-Gibson     | LMP2     | 367     | 9.º  | 5.º        |
| 2021    | Kessel Racing         | Scott Andrews Takeshi Kimura       | Ferrari 488 GTE Evo | GTE Am   | 128     | DNF  | DNF        |
| 2022    | Kessel Racing         | Takeshi Kimura Frederik Schandorff | Ferrari 488 GTE Evo | GTE Am   | 336     | 45.º | 12.º       |
| 2023    | Peugeot TotalEnergies | Paul di Resta Jean-Éric Vergne     | Peugeot 9X8         | Hypercar | 330     | 8.º  | 8.º        |
| 2024    | Peugeot TotalEnergies | Jean-Éric Vergne Nico Müller       | Peugeot 9X8         | Hypercar | 309     | 12.° | 12.°       |
| Fuente: |                       |                                    |                     |          |         |      |            |